# ミッキーチャーム
ミッキーチャーム（Mikki Charm）は、日本の競走馬。主な勝ち鞍は2019年の阪神牝馬ステークス(GII)、クイーンステークス(GIII)。

## 経歴

### デビュー前
2015年2月7日、北海道浦河町の三嶋牧場で誕生。カタールのファハド殿下が、ディープインパクトとの種付けのために母リップルスメイドを三嶋牧場に預け、誕生したのが本馬である。翌2016年のセレクトセール1歳馬市場に上場され、野田みづきによって7000万円(税抜)で落札された。
吉澤ステーブルでの育成を経て、栗東・中内田充正厩舎に入厩。

### 3歳（2018年）
2月3日の新馬戦（京都芝2000m）で鞍上・藤岡佑介でデビューし、1番人気に推されるも4着に終わる。その後の未勝利戦も3着、2着に敗れ、3歳春の時点では勝ち星を挙げることができなかった。
休養を挟んで夏の函館開催で復帰すると、7月1日の未勝利戦で逃げて2着に8馬身をつける圧勝で初勝利。そこから中2週で500万下、更に中1週で藻岩山特別(1000万下)に出走し、いずれも3馬身半差の完勝を収めた。その後は秋華賞に直行。初騎乗の川田将雅とのコンビで積極果敢な逃げに打って出て、アーモンドアイには差し切られたものの、その他の実績上位馬を抑えて2着に粘り込んだ。

### 4歳（2019年）
古馬初戦の中山牝馬ステークスでは早々と失速し、まさかの最下位に沈んだ。鞍上の川田は「性格に難しいところのある馬で、今日は輸送の影響が大きかったと思います」とコメントした。仕切り直しの一戦となった阪神牝馬ステークスではスローペースを好位で折り合い、直線で抜け出して初の重賞制覇を飾った。春の最大目標ヴィクトリアマイルでは課題であった輸送をクリアしたものの、世界レコードでの決着となった高速馬場に十分に対応できず、8着に沈んだ。続くクイーンステークスでは好位追走から直線で抜け出し、2着スカーレットカラーの追撃をクビ差退けて1番人気に応え、重賞2勝目を挙げた。
秋は府中牝馬ステークスからエリザベス女王杯のローテーションが予定されていたが、調整の遅れのため府中牝馬ステークスを回避。10月24日には体調が戻らないためエリザベス女王杯の回避も決まり、年内を休養に充てることになった。
2020年1月22日付けで競走馬登録を抹消され、現役を引退した。引退後は三嶋牧場で繁殖牝馬となる。

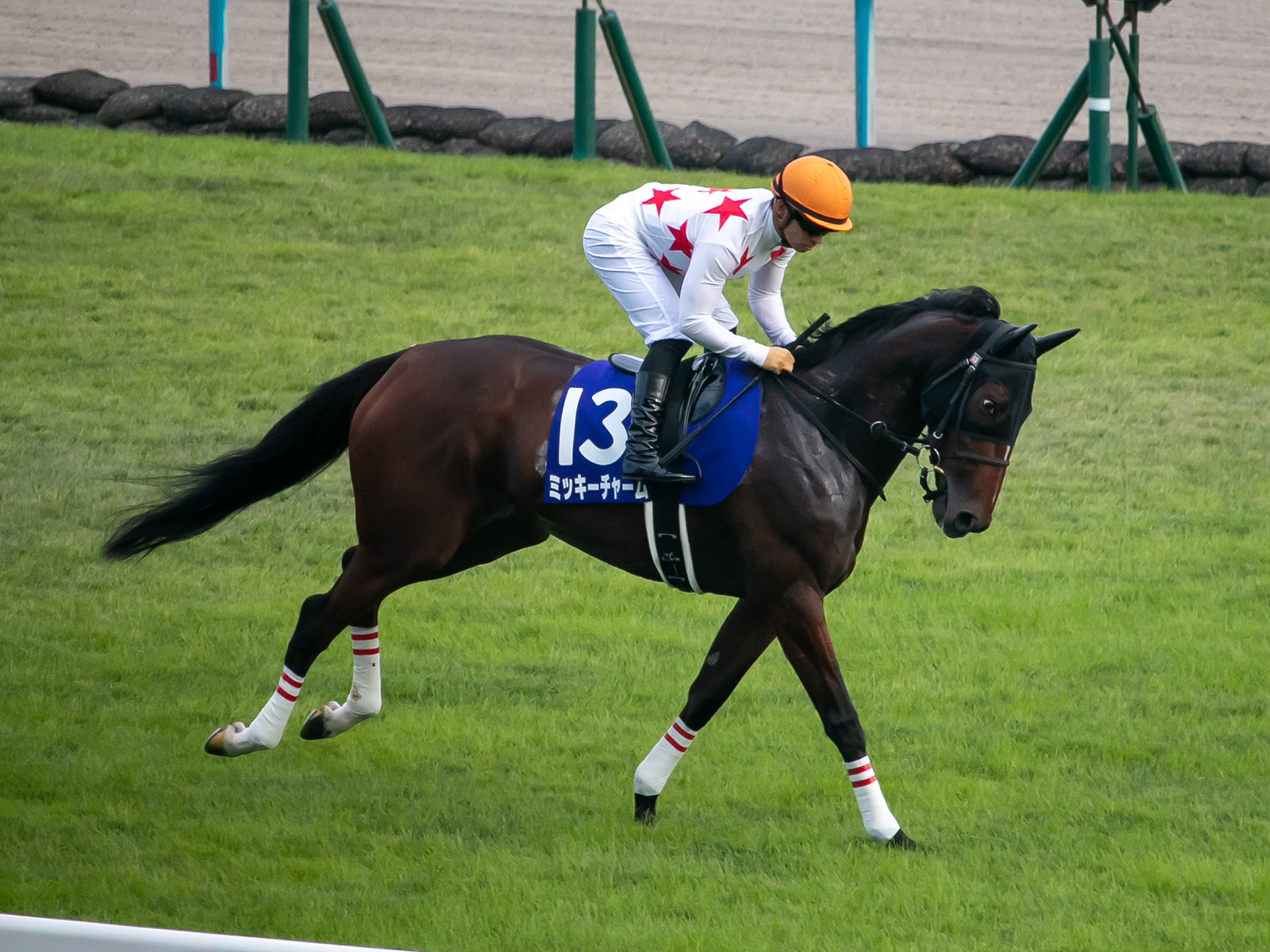
2018年秋華賞
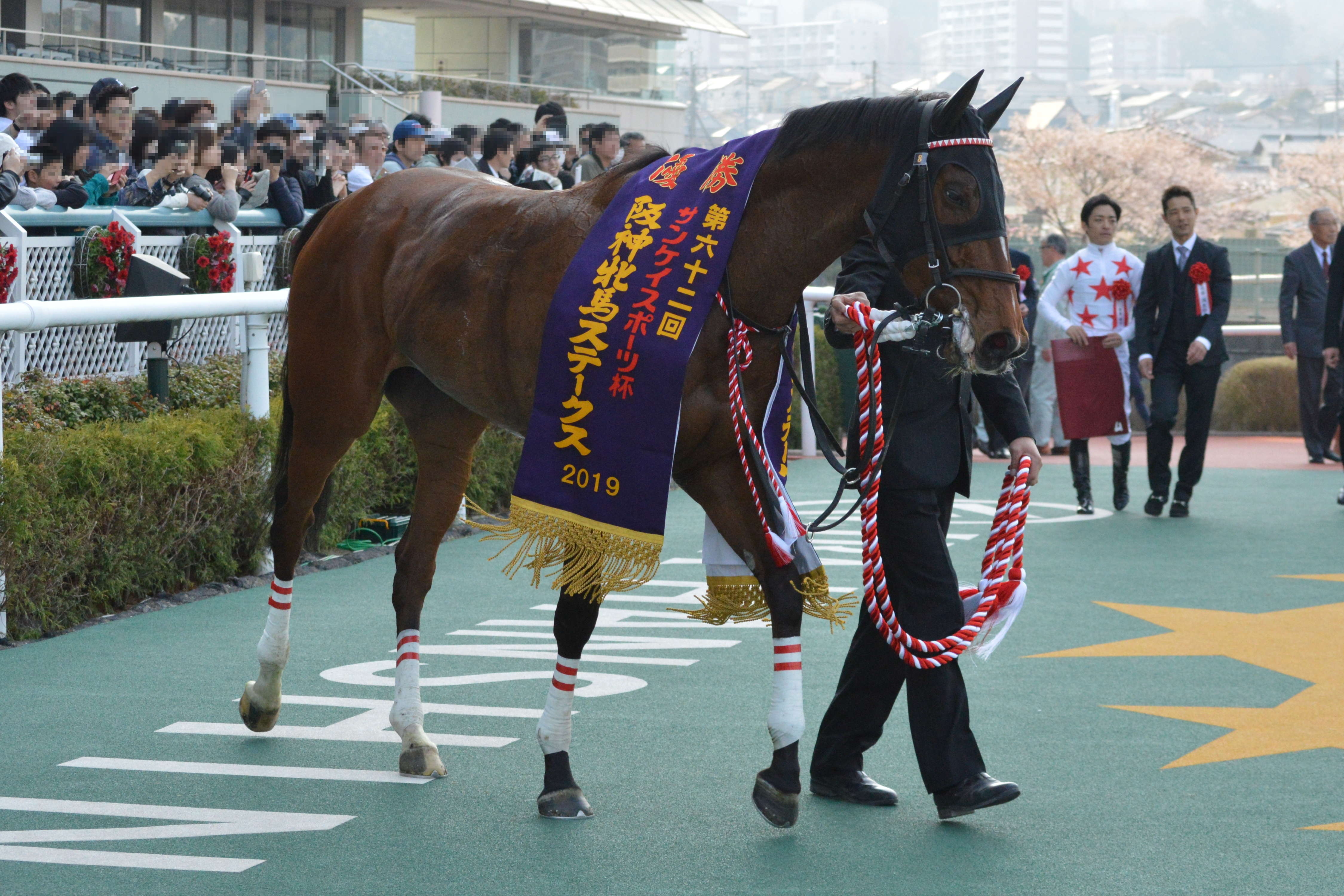
阪神牝馬S

## 競走成績
以下の内容は、netkeiba.comの情報に基づく。
| 競走日     | 競馬場 | 競走名             | 格       | 距離（馬場）  | 頭 数 | 枠 番 | 馬 番 | オッズ （人気） | 着順 | タイム （上がり3F） | 着差 | 騎手      | 斤量 [kg] | 1着馬（2着馬）         | 馬体重 [kg] |
| ---------- | ------ | ------------------ | -------- | ------------- | ----- | ----- | ----- | --------------- | ---- | ------------------- | ---- | --------- | --------- | ---------------------- | ----------- |
| 2018.02.03 | 京都   | 3歳新馬            |          | 芝2000m（良） | 16    | 1     | 1     | 003.80（1人）   | 04着 | R2:05.7（35.1）     | -0.3 | 0藤岡佑介 | 54        | スズカテイオー         | 442         |
| 0000.02.25 | 小倉   | 3歳未勝利          |          | 芝1800m（良） | 16    | 6     | 11    | 002.90（2人）   | 03着 | R1:48.2（34.9）     | -0.1 | 0藤岡佑介 | 54        | レオコックブルー       | 440         |
| 0000.03.24 | 中京   | 3歳未勝利          |          | 芝2000m（稍） | 18    | 8     | 18    | 006.20（2人）   | 02着 | R2.04.2（35.6）     | -0.1 | 0中井裕二 | 54        | アロハリリー           | 436         |
| 0000.07.01 | 函館   | 3歳未勝利          |          | 芝1800m（重） | 15    | 5     | 8     | 002.00（1人）   | 01着 | R1:49.3（36.5）     | -1.3 | 0藤岡佑介 | 54        | （ウインアイスバーグ） | 458         |
| 0000.07.22 | 函館   | 3歳上500万下       |          | 芝1800m（良） | 10    | 8     | 10    | 002.50（2人）   | 01着 | R1:48.3（34.1）     | -0.6 | 0三浦皇成 | 52        | （コスモレリア）       | 454         |
| 0000.08.05 | 札幌   | 藻岩山特別         | 1000万下 | 芝1800m（良） | 9     | 1     | 1     | 001.90（1人）   | 01着 | R1:46.5（36.2）     | -0.6 | 0横山典弘 | 52        | （ファストアプローチ） | 450         |
| 0000.10.14 | 京都   | 秋華賞             | GI       | 芝2000m（良） | 17    | 7     | 13    | 015.60（5人）   | 02着 | R1:58.7（35.4）     | -0.2 | 0川田将雅 | 55        | アーモンドアイ         | 452         |
| 2019.03.09 | 中山   | 中山牝馬S          | GIII     | 芝1800m（良） | 14    | 8     | 13    | 003.70（2人）   | 14着 | R1:49.2（36.8）     | -1.5 | 0川田将雅 | 55        | フロンテアクイーン     | 446         |
| 0000.04.06 | 阪神   | 阪神牝馬S          | GII      | 芝1600m（良） | 14    | 5     | 8     | 011.70（4人）   | 01着 | R1:33.6（33.4）     | -0.1 | 0川田将雅 | 54        | （アマルフィコースト） | 446         |
| 0000.05.12 | 東京   | ヴィクトリアマイル | GI       | 芝1600m（良） | 18    | 4     | 7     | 009.70（6人）   | 08着 | R1:31.2（34.7）     | -0.7 | 0川田将雅 | 55        | ノームコア             | 446         |
| 0000.07.28 | 札幌   | クイーンS          | GIII     | 芝1800m（良） | 14    | 8     | 13    | 002.30（1人）   | 01着 | R1:47.0（34.0）     | -0.0 | 0川田将雅 | 56        | （スカーレットカラー） | 456         |

## 繁殖成績
|       | 馬名                   | 生年   | 性 | 毛色 | 父                 | 馬主       | 厩舎             | 戦績           |
| ----- | ---------------------- | ------ | -- | ---- | ------------------ | ---------- | ---------------- | -------------- |
| 初仔  | ミッキースピネル       | 2021年 | 牝 | 鹿毛 | ロードカナロア     | 野田みづき | 栗東・中内田充正 | 4戦2勝（現役） |
| 2番仔 | ミッキージュエリー     | 2022年 | 牝 | 鹿毛 | エピファネイア     | 野田みづき | 栗東・中内田充正 | 2戦1勝（現役） |
| 3番仔 | ミッキーチャームの2023 | 2023年 | 牝 | 鹿毛 | サートゥルナーリア |            |                  | （デビュー前） |
| 4番仔 | ミッキーチャームの2024 | 2024年 | 牝 | 鹿毛 | サートゥルナーリア |            |                  |                |

- 2025年4月11日現在

## 血統表
| ミッキーチャームの血統                      | ミッキーチャームの血統                                 | ミッキーチャームの血統    | （血統表の出典）          | （血統表の出典） |
| 父系                                        | サンデーサイレンス系                                   | サンデーサイレンス系      | サンデーサイレンス系      | [ § 2 ]          |
| 父 ディープインパクト 2002 鹿毛             | 父の父*サンデーサイレンス Sunday Silence 1986 青鹿毛   | Halo                      | Hail to Reason            | Hail to Reason   |
| 父 ディープインパクト 2002 鹿毛             | 父の父*サンデーサイレンス Sunday Silence 1986 青鹿毛   | Halo                      | Cosmah                    |                  |
| 父 ディープインパクト 2002 鹿毛             | 父の父*サンデーサイレンス Sunday Silence 1986 青鹿毛   | Wishing Well              | Understanding             | Understanding    |
| 父 ディープインパクト 2002 鹿毛             | 父の父*サンデーサイレンス Sunday Silence 1986 青鹿毛   | Wishing Well              | Mountain Flower           |                  |
| 父 ディープインパクト 2002 鹿毛             | 父の母*ウインドインハーヘア Wind in Her Hair 1991 鹿毛 | Alzao                     | Lyphard                   | Lyphard          |
| 父 ディープインパクト 2002 鹿毛             | 父の母*ウインドインハーヘア Wind in Her Hair 1991 鹿毛 | Alzao                     | Lady Rebecca              |                  |
| 父 ディープインパクト 2002 鹿毛             | 父の母*ウインドインハーヘア Wind in Her Hair 1991 鹿毛 | Burghclere                | Busted                    | Busted           |
| 父 ディープインパクト 2002 鹿毛             | 父の母*ウインドインハーヘア Wind in Her Hair 1991 鹿毛 | Burghclere                | Highclere                 |                  |
| 母 *リップルスメイド Ripples Maid 2003 鹿毛 | 母の父Dansili 1996 黒鹿毛                              | *デインヒル               | Danzig                    | Danzig           |
| 母 *リップルスメイド Ripples Maid 2003 鹿毛 | 母の父Dansili 1996 黒鹿毛                              | *デインヒル               | Razyana                   |                  |
| 母 *リップルスメイド Ripples Maid 2003 鹿毛 | 母の父Dansili 1996 黒鹿毛                              | Hasili                    | Kahyasi                   | Kahyasi          |
| 母 *リップルスメイド Ripples Maid 2003 鹿毛 | 母の父Dansili 1996 黒鹿毛                              | Hasili                    | Kerali                    |                  |
| 母 *リップルスメイド Ripples Maid 2003 鹿毛 | 母の母Rivers Rhapsody 1987 鹿毛                        | Dominion                  | Derring-Do                | Derring-Do       |
| 母 *リップルスメイド Ripples Maid 2003 鹿毛 | 母の母Rivers Rhapsody 1987 鹿毛                        | Dominion                  | Picture Palace            |                  |
| 母 *リップルスメイド Ripples Maid 2003 鹿毛 | 母の母Rivers Rhapsody 1987 鹿毛                        | Trwyn Cilan               | Import                    | Import           |
| 母 *リップルスメイド Ripples Maid 2003 鹿毛 | 母の母Rivers Rhapsody 1987 鹿毛                        | Trwyn Cilan               | Welsh Cape                |                  |
| 母系(F-No.)                                 | 22号族(FN:22-d)                                        | 22号族(FN:22-d)           | 22号族(FN:22-d)           | [ § 3 ]          |
| 5代内の近親交配                             | Northern Dancer5×5＝6.25%                              | Northern Dancer5×5＝6.25% | Northern Dancer5×5＝6.25% | [ § 4 ]          |
| 出典                                        | 1. 2. 3. 4.                                            | 1. 2. 3. 4.               | 1. 2. 3. 4.               | 1. 2. 3. 4.      |

- 母リップルスメイドは主にイギリスで走り35戦6勝。リステッド競走を2勝している[14]。三嶋牧場で本馬と1歳下の全弟（ダノンバリアント）を出産した後、ロードカナロアの子を受胎した状態でイギリスへ帰国している[2]。
- 7代母Infra Redは1939年のプリンセスエリザベスステークス勝ち馬。